# Crocypus perlucidaria
Crocypus perlucidaria là một loài bướm đêm trong họ Geometridae.